# 179 pr. n. št.

## Smrti
- Filip V. Makedonski (* 238 pr. n. št.)